# 4월 5일
4월 5일은 그레고리력으로 95번째(윤년일 경우 96번째) 날에 해당한다.

## 사건
- 456년 - 성 파트리치오가 아일랜드에 선교사로 돌아왔다.
- 1764년 - 영국에서 설탕법이 통과되다.
- 1792년 - 미국의 초대 대통령 조지 워싱턴이 최초로 대통령 거부권을 행사했다.
- 1804년 - High Possil Meteorite:스코틀랜드의 포실(Possil)에 운석 충돌했는데 이는 최초로 기록된 운석 충돌이다.
- 1862년 - 남북 전쟁 : 미국의 요크타운에서 요크타운전투(Battle of Yorktown)가 발발했다.
- 1874년 - 영국 북부 버컨헤드(Birkenhead)에 최초의 시민 공원 버컨헤드 공원(Birkenhead Park)이 개장했다.
- 1879년 - 태평양 전쟁 (남아메리카):칠레가 볼리비아와 페루에 선전포고했다.
- 1897년 - 30일 전쟁(Thirty Days' War)이 발발했다.
- 1926년 - 독립 운동가 정이형, 양기탁 등이 만주 지린성에서 독립 운동단체 고려혁명당이 조직됐다.
- 1932년 - 핀란드에서 주류 금지 규제가 해제됨. Alko에서 판매되기 시작했다.
- 1936년 - 미국 미시시피주 투펄로에 F5급 토네이도가 발생하여 233명 사망했다.
- 1942년
  - 제2차 세계 대전:일본 해군이 스리랑카의 콜롬보를 공격했다.
  - 영국 해군 순양함 HMS Cornwall 호와 HMS Dorsetshire 호가 실론 남서부 해역에서 침몰했다.
- 1944년 - 제2차 세계 대전:그리스 Kleisoura의 주민 270명이 독일군에게 처형됐다.
- 1945년 - 유고슬라비아의 지도자 요시프 브로즈 티토가 유고슬라비아 영토에 소비에트 연방의 군대가 임시로 들어오는 것을 허용했다.
- 1946년 - 소비에트 연방의 군대가 점령 11개월 후에 덴마크 보른홀름 섬에서 철수했다.
- 1948년 - 미군이 제주경찰감찰청에 제주비 상경비사령부를 설치했다.
- 1951년
  - 미국에서 로젠버그 부부가 핵무기 제조 관련 기밀문서를 소비에트 연방에 제공한 스파이 활동 혐의를 뒤집어 쓰고 사형이 언도됐다.
  - 경상남도 계엄 사령부 민사 부장 김종원대령이 부대원들을 공비로 위장시켜 거창 양민학살 사건을 조사하기 위해 나온 국회조사단에 위협 총격을 가했다.
- 1955년 - 영국 수상 윈스턴 처칠이 건강 악화를 이유로 수상직에서 물러났다.
- 1956년 - 쿠바의 혁명지도자 피델 카스트로가 바티스타 정권에 선전포고를 했다.
- 1961년 - 대한민국-그리스 국교 수립.
- 1964년 - 탕가니카공화국의 초대 대통령 줄리어스 니에레레가 영국군에 감사장을 수여했다.
- 1969년 - 미국의 많은 도시에서 베트남 전쟁에 대한 대규모 반전 시위가 일어났다.
- 1972년 - 베트남 전쟁:북 베트남 군대가 Binh Long지방을 공격했다.
- 1975년 - 대한민국이 캄보디아와 단교했다.
- 1976년 - 중화인민공화국에서 제1차 톈안먼 사태가 발발했다
- 1986년 - 독일 서베를린의 La Belle Discotheque에서 폭탄테러로 인해 미국인 2명을 포함해 3명이 사망하고 200여명 부상당했다.
- 1991년 - 미국 조지아주 Brunswick에 ASA Embraer 항공사의 EMB 120기가 추락하여. 탑승자 23명이 전원 사망했다.
- 1992년
  - 페루의 대통령 알베르토 후지모리가 무력으로 페루 국회를 해산했다.
  - 세르비아의 준 군사조직이 Vrbanja Bridge에서 Suada Dilberovic와 Olga Sucic를 살해하자 사라예보에 대한 포위 공격이 시작되었다.
- 1994년 - 대한민국 이회창 국무총리가 우루과이 라운드 이행 계획서와 관련된 대국민 담화를 발표했다.
- 2000년 - 자민당 간사장 모리 요시로가 일본의 85대 총리에 취임했다.
- 2005년 - 대한민국 강원도에서 발생한 산불이 낙산사로 번지면서 낙산사 동종, 원통보전, 홍예문, 대웅전 등 주요 문화재가 소실되었다.
- 2006년 - 영국의 Cellardyke에서 발견된 죽은 백조의 몸에서 H5N1 조류독감(Avian Flu)이 처음으로 확인됐다.
- 2009년 - 덴마크의 아네르스 포그 라스무센 총리가 북대서양 조약 기구(NATO) 사무총장으로 지명되었고, 후임 총리로 라르스 뢰케 라스무센이 임명되었다.

## 문화
- 1795년 - 주문모 신부가 현재 가회동성당 위치에서 부활절 미사를 진행하면서, 한국 최초의 천주교 미사가 거행되었다.
- 1803년 - 루트비히 판 베토벤의 교향곡 2번이 빈에서 초연되다.
- 1904년 - 잉글랜드 위건의 센트럴 파크에서 잉글랜드와 타국적팀(웨일스와 스코틀랜드 선수로 구성) 간에 최초의 국제 럭비경기 개최됐다.
- 1949년 - 식목일이 제정됐다.
- 1951년 - 한국 전쟁 중 파괴된 한강 철교가 복구됐다.
- 1983년 - 북한산이 국립 공원으로 지정됐다.
- 1998년 - 일본에서 3800만 미국달러를 들여 혼슈와 시코쿠사이를 이은 아카시 해협 대교가 개통됐다. 이는 세계에서 가장 긴 현수교로 기록됐다.
- 2006년 - 식목일이 공휴일에서 처음으로 제외됐다.
- 2009년 - 조선민주주의인민공화국이 오전 11시 30분 15초 경 함경북도 화대군 무수단리 발사장에서 미사일이 아닌 인공위성 광명성 2호를 탑재한 은하 2호를 발사하였다.

## 탄생
- 1219년 - 고려의 제24대 국왕 원종. (~1274년)
- 1568년 - 제235대 로마의 교황 교황 우르바노 8세. (~?)
- 1588년 - 영국의 정치철학자 토머스 홉스. (~1679년)
- 1692년 - 프랑스의 배우 아드리엔 르쿠브뢰르. (~1730년)
- 1732년 - 프랑스의 화가 장오노레 프라고나르. (~1806년)
- 1827년 - 영국의 외과의사 조셉 리스터. (~1912년)
- 1852년 - 독일의 작곡가 프란츠 에케르트. (~1916년)
- 1900년 - 미국의 영화 배우 스펜서 트레이시. (~1967년)
- 1901년 - 대한민국의 시인 이상화. (~1943년)
- 1907년 - 대한민국의 소설가 이효석. (~1942년)
- 1908년
  - 오스트리아의 지휘자 헤르베르트 폰 카라얀. (~1989년)
  - 미국의 영화배우 베티 데이비스. (~1989년)
- 1912년 - 중화민국 태생의 미국 물리학자 위안자류.
- 1916년 - 미국의 배우 그레고리 펙. (~2003년)
- 1923년 - 독일 출신의 지식인, 정치활동가 에르네스트 만델. (~1995년)
- 1926년 - 미국의 배우, 영화 프로듀서 로저 코먼. (~2024년)
- 1927년 - 태국의 법조 겸 정치가, 제14대 총리 타닌 끄라이위치안. (~2025년)
- 1929년
  - 대한민국의 비전향 장기수 홍명기.
  - 노르웨어 태생 미국의 물리학자 이바르 예베르.
- 1932년 - 대한민국의 비전향 장기수 오형식. (~2006년)
- 1934년 - 독일의 제7대 대통령 로만 헤어초크. (~2017년)
- 1936년 - 대한민국의 정치인 정시채. (~2023년)
- 1937년
  - 대한민국의 정치인, 제11대·제12대·제13대 국회의원 이재근. (~2009년)
  - 미국의 군인, 정치인 콜린 파월. (~2021년)
- 1940년 - 대한민국의 군인 출신 정치가 박세환. (~2021년)
- 1944년 - 일본의 정치인 호소다 히로유키. (~2023년)
- 1946년 - 불가리아의 레슬링 선수 게오르기 머르코프.
- 1949년 - 미국의 우주비행사 주디스 레스닉. (~1986년)
- 1955년
  - 러시아의 기업인 레오니트 페둔.
  - 일본의 만화가 토리야마 아키라. (~2024년)
  - 대한민국의 정치인 홍문종.
  - 대한민국의 성우 이민정.
- 1956년 - 대한민국의 배우 순동운.
- 1957년 - 대한민국의 가수 인순이.
- 1958년 - 대한민국의 가수 진미령.
- 1959년
  - 대한민국의 배우 박상원.
  - 대한민국의 정치인, 언론인 김행.
- 1962년
  - 대한민국의 전 야구 선수, 야구 코치 이종두.
  - 러시아의 정치인 키르산 일륨지노프.
- 1963년
  - 대한민국의 전 야구 선수김상국.
  - 대한민국의 방송인 손범수.
- 1964년 - 대한민국의 배우 이얼. (~2022년)
- 1965년 - 미국의 기타리스트 마이크 매크리디.
- 1967년 - 대한민국의 사진가 겸 벤처기업가 박건희. (~1995년)
- 1968년 - 대한민국의 야구 선수 김경기.
- 1969년 - 대한민국의 배우 임동민.
- 1971년 - 대한민국의 전 축구 선수 최은성.
- 1972년 - 일본의 성우 타케우치 준코.
- 1973년
  - 대한민국의 야구 선수 조성민. (~2013년)
  - 미국의 가수 퍼렐 윌리엄스.
  - 대한민국의 배우 김재만.
  - 대한민국의 아나운서 이영호.
- 1974년
  - 대한민국의 배우 엄태웅.
  - 태국의 가수 차이야 밋차이.
- 1976년
  - 스페인의 축구 선수 페르난도 모리엔테스.
  - 대한민국의 가수 하림.
  - 대한민국의 배우 이주현.
  - 미국의 배우 스털링 K. 브라운.
  - 맷 블랭크.
- 1977년 - 대한민국의 배우 이상필.
- 1978년
  - 대한민국의 가수 소향.
  - 대한민국의 전 야구 선수 조승현.
  - 대한민국의 전 야구 선수 오태근.
  - 대한민국의 아나운서 최동석.
  - 대한민국의 전 야구 선수 윤태수.
- 1979년
  - 일본의 축구 선수 오가사와라 미쓰오.
  - 대한민국의 유도 선수 송대남.
  - 대한민국의 가수 춘자.
  - 대한민국의 배우 박연수.
  - 대한민국의 축구 선수 백기태.
- 1980년 - 대한민국의 가수 이재원 (H.O.T., JtL).
- 1981년 - 대한민국의 배우, 가수 최창민.
- 1982년
  - 영국의 배우 헤일리 앳웰.
  - 대한민국의 야구 선수 제춘모.
  - 대한민국의 축구 선수 김상기.
  - 대한민국의 성우 권문정.
- 1983년 - 대한민국의 축구 선수 박진이.
- 1984년
  - 대한민국의 배우 신민아.
  - 대한민국의 아나운서 김지연.
- 1985년
  - 대한민국의 아나운서 유나영.
  - 대한민국의 리포터 송유현.
  - 대한민국의 래퍼 차붐.
- 1986년 - 조선민주주의인민공화국의 피겨스케이팅 선수 리성철.
- 1987년 - 대한민국의 육상 선수 여호수아.
- 1988년
  - 조선민주주의인민공화국의 축구 선수 전광익.
  - 대한민국의 가수, 스피카의 멤버 양지원.
  - 대한민국의 전직 스타크래프트 프로게이머 진영수.
- 1989년
  - 영국의 배우 릴리 제임스.
  - 일본의 전 축구 선수 아사다 다이키.
  - 베트남의 역도 선수 쩐레꾸옥또안.
- 1990년
  - 대한민국의 배우 김정현.
  - 일본의 배우 미우라 하루마. (~2020년)
  - 베트남의 펜싱 선수 응우옌띠엔녓.
- 1991년
  - 대한민국의 야구 선수 김정수.
  - 잉글랜드의 축구 선수 너새니얼 클라인.
- 1992년
  - 대한민국의 레이싱 모델 김지나.
  - 대한민국의 전 축구 선수 김현수.
  - 대한민국의 미스코리아 김나연.
- 1993년
  - 오스트리아의 축구 선수 라우라 파이어징거.
  - 대한민국의 래퍼 후디니.
- 1994년
  - 대한민국의 농구 선수 강이슬.
  - 일본의 축구 선수 무로야 세이.
  - 미국의 배우 나디아 알렉산더.
  - 도미니카 연방의 육상 선수 시아 라폰드.
- 1995년
  - 대한민국의 배우 기도훈.
  - 대한민국의 뮤지컬 배우 강은일.
  - 대한민국의 배우 김하림.
- 1996년
  - 대한민국의 축구 선수 김준형.
  - 대한민국의 육상 선수 김민지.
- 1997년 - 오스트레일리아의 육상 선수 니나 케네디.
- 1998년 - 일본의 배우 나카무라 카이토.
- 1999년
  - 대한민국의 가수 정수빈 (빅톤).
  - 대한민국의 양궁 선수 장민희.
- 2000년 - 대한민국의 리그 오브 레전드 프로게이머 프린스.
- 2001년
  - 대한민국의 가수 의웅.
  - 대한민국의 배우 채원빈.
  - 프랑스의 배우 틸란 블롱도.
- 2002년
  - 캐나다의 육상 선수 이선 캐츠버그.
  - 대한민국의 가수 하동준.
- 2004년 - 일본의 가수 하루토.
- 2011년 - 대한민국의 배우 유준서.

## 사망
- 1932년 - 멕시코의 작곡가 구티 카르데나스. (1905년~)
- 1939년 - 대한민국의 독립운동가, 교육자 남궁억. (1863년~)
- 1947년 - 홍콩의 제17대 총독 세실 클레멘티. (1875년~)
- 1964년 - 미국의 장군 더글러스 맥아더. (1880년~)
- 1975년 - 중화민국의 총통 장제스. (1887년~)
- 1985년 - 대한민국의 법조 겸 정치인 김정두. (1918년~)
- 1994년 - 미국의 락 밴드 너바나의 보컬, 기타 연주자 커트 코베인. (1967년~)
- 2002년 - 조선민주주의인민공화국의 작곡가 김원균. (1917년~)
- 2005년 - 대한민국의 전 축구 선수, 축구 감독 정남식. (1917년~)
- 2008년 - 미국의 배우 찰턴 헤스턴. (1923년~)
- 2012년 - 말리위의 제3대 대통령 빙구 와 무타리카. (1934년~)
- 2015년 - 대한민국의 테너 성악가, 작곡가, 지휘자 안병원. (1926년~)
- 2016년 - 대한민국의 기업인 임대홍. (1920년~)
- 2017년 - 대한민국의 정치인 조광희. (1917년~)
- 2018년 - 일본의 애니메이션 감독 타카하타 이사오. (1935년~)
- 2019년
  - 대한민국의 배우 이일재. (1960년~)
  - 남아프리카 공화국의 생물학자 시드니 브레너. (1927년~)
- 2020년
  - 대한민국의 언론인 이도형. (1933년~)
  - 리비아의 정치인 마흐무드 지브릴. (1952년~)
  - 잉글랜드의 영화배우 오너 블랙먼. (1925년~)
- 2022년
  - 미국의 가수 보비 라이델. (1942년~)
  - 미국의 영화배우 네헤미아 퍼소프. (1919년~)
  - 미국의 분자생물학자 시드니 올트먼. (1939년~)
  - 체코슬로바키아의 사격 선수 요세프 파나체크. (1937년~)
- 2023년 - 이탈리아의 축구 선수 세르조 고리. (1946년~)
- 2024년 - 대한민국의 식물학자 이병천. (1953년~)
- 2025년
  - 이탈리아의 영화배우 안토넬로 파사리. (1952년~)
  - 러시아의 음악가 파샤 테크닉. (1984년~)
  - 핀란드의 스키선수 헤이키 하수. (1926년~)

## 기념일
- 식목일: 대한민국, 2006년부터 공휴일에서 폐지.

## 같이 보기
- 전날: 4월 4일 다음날: 4월 6일 - 전달: 3월 5일 다음달: 5월 5일
- 음력: 4월 5일
- 모두 보기